# 1944 (فلم)
1944 هو فيلم دراما حربي تم إنتاجه في إستونيا وفنلندا وصدر سنة 2015 بطولة كاسبار فيلبرج وكريستجان ايجيوكولا ومايكن شميت.

## القصة
تدور أحداث الفيلم حول وقائع الحرب العالمية الثانية عام 1944 على الأراضي الاستونية، من التلال الزرقاء وحتى شبه الجزيرة، حيث يستعرض لنا تلك الوقائع من خلال أعين الجنود الاستونيين، والذين اضطروا لاختيار أحد جانبي القتال ومحاربة أبناء قومهم.. القرارات والاختيارات لابد وأن تُتَخذ، ليس مِن قِبل الجنود فقط، ولكن من قِبل أحبائهم أيضًا.

## الميزانية والإيرادات
كلف الفيلم 1,500,000 يورو.

## وصلات خارجية
- 1944 على موقع IMDb (الإنجليزية)
- 1944 على موقع روتن توميتوز (الإنجليزية)
- 1944 على موقع قاعدة بيانات الأفلام العربية
- 1944 على موقع ألو سيني (الفرنسية)
- 1944 على موقع أول موفي (الإنجليزية)
- 1944 على موقع فيلمافينيتي (الإسبانية)
- 1944 على موقع قاعدة بيانات الفيلم (الإنجليزية)
- 1944 على موقع ليتربوكسد (الإنجليزية)
- 1944 على موقع كينوبويسك (الروسية)